# هتاف المجد
هُتاف المجد كتاب من تأليف الشيخ علي الطنطاوي، في هذا الكتاب خمس وثلاثون مقالة، منها ما نُشر أصلاً مقالات في الصحف والمجلات، ومنها ما كان أحاديث أُذيعت في الإذاعات أو خطباً أُلقيت في الاحتفالات والمهرجانات، وهي تعود إلى حقبة طويلة تمتد عبر الثلاثينيات والأربعينيات والخمسينيات. والكتاب يقع في 284 صفحة من القَطْع المتوسط (14×21).

## نبذة
هذا الكتاب ديوان من دواوين الحماسة، تتجلى فيه الروح الوطنية لعلي الطنطاوي وتبدو فيه عاطفته الدينية في أظهر صورها وأعنف حالاتها. إنه يشن فيه حرباً شرسة ويحمل حملة عنيفة على أعداء الأمة والمستعمرين؛ على فرنسا في الشام وفي الجزائر، وعلى إنكلترا في مصر وفي فلسطين وفي اليمن، وعلى إيطاليا في ليبيا، وعلى اليهود فوق كل أرض وتحت كل سماء! فلقد كانت قضايا الأمة شغلاً شاغلاً للشيخ علي الطنطاوي على امتداد حياته كلها، منذ أول خطبة ألقاها في حياته -وهو طالب في المدرسة الابتدائية وعمره أربعة عشر عاماً وهاجم فيها الفرنسيين يوم كان الفرنسيون يحكمون الشام- إلى آخر أيام حياته.
وهو يتدفق في هذه الخطب والمقالات حماسة ويلتهب انفعالاً، حتى ليكاد القارئ يقفز عن كرسيّه أو يرمي من يده الكتاب وينطلق إلى ساحات الوغى وميادين الجهاد. أما فلسطين فقد اهتم بها وسعى لها وجاهد في سبيلها بقلمه ولسانه وجنانه، بل إنه قد ساح في سبيلها في ربوع الدنيا إلى آخر المعمور من الأرض، ولم يكد يدع فرصة من كتابة أو إذاعة أو خطابة إلا تحدث عنها. وقد خصص لها عدداً من مقالات هذا الكتاب، منها مقالة «لا تنسوا فلسطين» التي يستصرخ بها الهمم للدفاع عنها واستنقاذها من اليهود، وفي مقالة «القول للسيفِ، ليس القول للقلم» التي نشرها بعد قرار التقسيم عام 1947 يقول: «لو كان للكلام الآن مكان لقلنا فبذَذْنا القائلين، ولبعثناها في الأرض مقالات تشتعل حروفها ناراً، وتتفجر كلماتها قنابل، ويكون منها براكين تنفث الحمم. ولكن عهد الكلام قد انقضى، وستسمع الدنيا غداً عنا كما سمعت منا، أحاديث تشيب ناصية الدهر، وتحرق فؤاد الصخر، وتحيِّر من هولها ذوي الأحلام... ونحن نعترف بأننا لا نملك مثل أموال اليهود، ولا مثل أسلحة الأميركيين، ولكنا نملك ثمانين مليون روح من ورائها أربعمئة وعشرون مليون روح، نريد أن نزهقها كلها أو ندفع عنا هذا الضيم الذي تريدنا عليه أميركا وروسيا. فهل عندكم من القنابل الذرية ما يكفي لقتل خمسمئة مليون؟... ولن تدوم للصهيونيين دولة في فلسطين ما دام المسلمون في الأرض والله في السماء».

## وصلات خارجية
موقع علي الطنطاوي